# ΜTorrent
µTorrent è un client BitTorrent closed source in C++ per Microsoft Windows, Linux, Android e macOS, sviluppato da BitTorrent, Inc. Il nome μTorrent sottolinea la piccola dimensione del client e infatti la lettera greca μ corrisponde a "micro" nel sistema internazionale di unità di misura. 
µTorrent ha generato controversie nel 2015, quando molti utenti accettarono inconsapevolmente le opzioni di installazione predefinite, che prevedevano l'installazione di un miner di criptomonete. Il miner è stato rimosso nelle versioni successive, ma la reputazione di µTorrent è stata irreparabilmente danneggiata.
Nonostante alcuni utenti preferiscano alternative open-source come Deluge o qBittorrent, uTorrent è ancora il client più popolare, con il 68,6% di share nel 2020.
Il programma è in sviluppo attivo fin dalla sua prima versione, rilasciata nel 2005.

## Storia

### Sviluppo originario
Scontento dagli altri client BitTorrent per la loro inefficienza, Serge Paquet suggerì a Ludvig Strigeus di crearne uno leggero e funzionale. Strigeus cominciò a lavorare su μTorrent per circa un mese nell'ultima parte del 2004, durante il suo tempo libero e dopo il lavoro. Successivamente prese una pausa di un anno, e ricominciò il 15 Settembre 2005. Tre giorni dopo, la prima versione pubblica (beta 1.1) fu rilasciata come freeware.

### PeerFactor SARL
Il 4 Marzo 2006, PeerFactor SARL annunciò di aver siglato un contratto valido 6 mesi con Strigues per la creazione di "nuovi tipi di distribuzioni contenuti su internet".
Il fatto che PeerFactor SARL fosse formata dagli ex-dipendenti di una sussidiaria di Retspan, un'associazione anti-pirateria, fece nascere varie teorie speculative secondo le quali μTorrent sarebbe stato modificato per spiare sugli utenti. Ad oggi, non è però stata trovata alcuna prova.

### Acquisizione di BitTorrent Inc.
Nel dicembre 2006 µTorrent è stato comprato dalla BitTorrent Inc. fondata da Bram Cohen (padre del protocollo BitTorrent), Cohen ha utilizzato i finanziamenti provenienti da alcune delle maggiori venture capital americane per finanziare l'operazione, il cui costo è stato di circa 20 milioni di dollari.
Il codice di µTorrent è stato in parte integrato nel client BitTorrent ufficiale; l'acquisizione è stata fatta anche per fidelizzare i numerosi utenti che utilizzano µTorrent, anche se la comunità µTorrent non ha accolto con favore la notizia.

## Panoramica
µTorrent è un programma P2P di file-sharing freeware completamente compatibile con BitTorrent, uno dei più popolari protocolli P2P utilizzato per la diffusione di grandi file ad alta velocità.
Supporta le seguenti caratteristiche:
- gestione download simultanei
- link magnet
- supporto BitTorrent "trackerless", utilizzando una tabella di hash distribuita (Distributed hash table o DHT) compatibile con il client originale e BitComet
- supporto UPnP per ogni versione di Windows
- supporto tracker HTTPS
- protocollo di criptazione
- scambio di peer (PEX)
- sistema intelligente disk cache
- supporto RSS
- test per settaggio valori ottimali di download/upload per la propria connessione
- ricerca interna di file torrent attraverso i migliori siti di indicizzazione
- supporto per ogni tipologia di proxy
- tradotto in 67 lingue

Leggerezza
µTorrent è costituito da un singolo eseguibile compresso, installato al primo avvio. La grandezza dell'eseguibile è molto ridotta poiché µTorrent evita di usare molte librerie, come quella standard C++ e grazie all'uso di UPX.
Versioni di µTorrent fino alla 1.8.5 build 17091 possono usare a partire da 14MB di RAM, su un processore 486 e Windows 95.
Questa caratteristica ha sicuramente aiutato la diffusione del client a scapito di Azureus (oggi Vuze) che indubbiamente ha maggiori opzioni di utilizzo ma consuma una quantità di memoria maggiore, essendo scritto in Java.